# Mercancía
El término mercancía (también, mercadería) se refiere a todo "aquello que se puede vender o comprar". Habitualmente se aplica a bienes económicos. Es importante señalar que el concepto mercancía no se refiere solo a aquello que se entrega, sino también al momento en que se entrega y al lugar donde se recibe: no es igual recibir hoy mil dólares que entregarlos dentro de un año (esto sería recibir un préstamo) que recibir mil dólares y entregarlos a continuación (efectuar un pago). Tampoco es lo mismo comprar un kilo de naranjas que nos entregarían a cien kilómetros de nuestro domicilio -llevarlas a casa sería caro- que recibirlas en una tienda al lado de casa -el coste de transportarlas a donde las vamos a consumir es mucho menor.

## Introducción
En el concepto de mercancía está implícito que esta es a su vez intercambiable por otra cosa. Clasificar algo como mercancía supone a su vez reconocer a otros objetos también como mercancías, dado su valor de cambiabilidad. Al presuponer la cambiabilidad de los objetos considerados como mercancías, estos son intercambiables pese a ser distintos. Un rasgo clave del concepto de mercancía es que se aparta de la noción de universal propia de cualquier concepto (es un singular omniabarcante, un singular global, un uno-todo).
Este carácter obvio de la cambiabilidad es propio de la modernidad: antes de la misma, lo intercambiable suponía un subconjunto, no algo abierto, lo que implica que no todo era intercambiable con cualquier cosa. La intercambialidad de la mercancía supone una equivalencia entre las distintas mercancías. A pesar de lo que pueda devenir en la práctica, dentro del concepto mismo se supone una coherencia en la intercambiabilidad. Esta coherencia, la objetividad del intercambio, no proviene del ser físico de la cosa. Es parcialmente objetiva en tanto se supone que hay mercancía, pero no lo es en cuanto a su pertenencia a la existencia o realidad material o física de las cosas.

## Dinero
En todo esto aparece el concepto de dinero, que por la tendencia estructural de la existencia de la mercancía deviene naturalmente. Es decir, definimos el dinero como una necesidad del concepto de existencias. El dinero se introduce como mediador para hacer que el trueque de mercancías deje de ser directo. El hecho de que en la modernidad avanzada el fenómeno del dinero se independice de la existencia física es consecuencia de la noción de mercancía.

## Teoría del valor trabajo y teoría del valor utilidad
El estudio teórico del concepto de mercancía, cobró importancia a finales del siglo XVIII y a principios del XIX, especialmente debido a la economía política inglesa, gracias a los trabajos de Adam Smith y David Ricardo, también llamados economistas clásicos.
Uno de los resultados de este análisis teórico se conoce como teoría del valor-trabajo. Básicamente, el valor contenido en las mercancías es explicado en base al coste de producción o al trabajo que las ha producido. Después es modificado en el mercado por efecto de la dinámica de la oferta y la demanda. Dicho en otras palabras, el valor se origina en la producción, no en la circulación. Esto no agradó a muchos liberales, ya que si esta teoría sostiene que el valor se origina en el trabajo, también sugiere que la ganancia de los capitalista no se basa en ningún aporte concreto al valor de las mercancías, ya que no trabajan, solo invierten (y los valores de dicha inversión, a su vez, estarían basados en trabajo ajeno). De hecho, los neoricardianos como Piero Sraffa hablan de un «robo» al trabajador por parte del capitalista, y los marxistas de una explotación.
Más tarde los marginalistas, también llamados economistas neoclásicos, criticarían esta teoría del valor trabajo, contraponiéndole la teoría del valor subjetivo o valor utilidad, también llamada teoría de la utilidad marginal, aunque el debate continuó abierto mucho más tiempo, especialmente debido a las contribuciones de los sraffianos. Según la teoría del valor utilidad, el valor de las mercancías se origina en el deseo de los agentes de mercado, o sea, sobre la base de su utilidad (valor de uso), más exactamente su utilidad marginal. Esto explica el abandono relativo del concepto de valor de cambio, considerado inexistente o poco relevante. Los defensores de la teoría del valor trabajo sostendrían que los marginalistas confunden valor de cambio con valor de uso. Para los marginalistas, el valor de la mercancía se origina en la circulación, es decir, en la dinámica de la oferta y la demanda del mercado, y no en la producción.
Actualmente la teoría del valor trabajo es sostenida, fundamentalmente, solo por el marxismo y otras corrientes socialistas y anticapitalistas, mientras que los economistas liberales, tanto ortodoxos como heterodoxos, coinciden en reivindicar la teoría del valor utilidad. Marx desestima esta última, a la que considera en su mayor parte ideológica, no científica. En El Capital, trata a los marginalistas como «economistas vulgares», «ideólogos de la burguesía», y no les da mayor importancia, mientras sostiene que la economía política sí se dedicó a analizar las relaciones reales («concatenaciones internas») tras la mercancía, y lo logró en su mayor parte, pero nunca las llegó a explicar:

"[...] es indudable que la economía política ha analizado, aunque de manera incompleta, el valor y la magnitud de valor y descubierto el contenido oculto en esas formas. Sólo que nunca llegó siquiera a plantear la pregunta de por qué ese contenido adopta dicha forma [...] Para dejarlo en claro de una vez por todas, digamos que entiendo por economía política clásica toda la economía que [...] ha investigado la conexión interna de las relaciones de producción burguesas, por oposición a la economía vulgar, que no hace más que deambular estérilmente en torno de la conexión aparente, preocupándose sólo de ofrecer una explicación obvia de los fenómenos que podríamos llamar más bastos y rumiando una y otra vez, para el uso doméstico de la burguesía, el material suministrado hace ya tiempo por la economía científica. Pero, por lo demás, en esa tarea la economía vulgar se limita a sistematizar de manera pedante las ideas más triviales y fatuas que se forman los miembros de la burguesía acerca de su propio mundo, el mejor de los posibles, y a proclamarlas como verdades eternas.[...]"
Marx, Karl, El Capital, crítica de la economía política, vol. 1, Cap 1 (link), § 3, pág 97,98

## La mercancía según Marx
Karl Marx se había basado en la teoría del valor trabajo para sus obras, de las cuales la más importante es El capital, donde, como dice el subtítulo de la obra, establece una «crítica de la economía política». Marx desarrolla su obra, que tiene el propósito de analizar el modo de producción capitalista, a partir de lo que considera la «unidad general» del capitalismo, la mercancía, debido a que el capitalismo se presenta como una «inmensa acumulación» de ellas.
Desde la mercancía, Carlos Marx empieza a establecer lo que denomina las «concatenaciones internas», pasando de esta al valor de cambio y valor de uso, y de estos al trabajo abstracto y el trabajo concreto que los produjo, para analizar el intercambio de mercancías. Allí, Marx deduce que la proporción en que se intercambian las mercancías, el valor de cambio, siendo aquello que tienen en común, es necesariamente el trabajo que las produjo, ya que lo único que existe en común entre ellas es haber sido producidas por trabajo humano. Ya que un intercambio racional implica intercambiar un valor de uso no necesitado por otro que si es necesitado, lo único que asemeja a estas mercancías intercambiándose es haber sido gastada fuerza de trabajo en su producción.
Marx sostiene que la fuerza de trabajo es medible en horas de trabajo, más estrictamente en tiempo de trabajo socialmente necesario, esto es: no es el tiempo que tardó cierto productor en particular para crear la mercancía, sino el tiempo promedio que, en cierta sociedad, se tarda en producirlo, dependiendo de las condiciones técnicas medias de la época. Por esto, un productor en términos relativos con poca fuerza productiva o con poca intensidad de trabajo, producirá una mercancía cuyo valor de cambio se mostrará en el mercado como inferior (en cantidad de horas de trabajo) a las horas de trabajo que particularmente implicó su producción.
La forma en que se produce el intercambio es una equidad o ecuación expresada de la siguiente manera: X "Mercancía(s) A" = Y "Mercancía(s) B". Marx muestra, para posteriormente explicar el dinero, una doble forma que adopta el valor de cambio en cada una de estas dos mercancías presentes en la ecuación: el valor equivalente y el valor relativo, los cuales varían según la posición del agente de mercado. Para el poseedor de la(s) X mercancía(s) "A", el valor (de cambio) de su(s) mercancía(s) es 'relativo, esto es, es relativo a la(s) Y mercancía(s) "B"'; lo inverso para el caso del poseedor de la(s) mercancía(s) "B". Por otro lado, para el poseedor de la(s) X mercancía(s) "A", el valor (de cambio) de la(s) Y mercancía(s) "B" es el equivalente a sus mercancías, y aquí también, lo inverso para el caso del poseedor de la(s) Y mercancía(s) "B". Dicho de otra manera, para los poseedores de mercancías, el valor de su mercancía ofertada se refleja en el valor de la mercancía ajena que está demandando.
El valor de uso de las mercancías no aparece directamente en la equidad o ecuación ya que no es una cantidad sino una cualidad. Es decir, está abstraído a la hora del intercambio. El valor de uso aparece indirectamente, como lo que justifica para cada agente el intercambio, lo que lo hace racional. Un poseedor de bienes solo va a vender su(s) bien(es) si no necesita de su uso y, en cambio, sí necesita de uno o varios bienes que otro poseedor oferta en el mercado. Así, el valor de cambio no puede existir sin su valor de uso, pero pueden existir bienes que, al no ser intercambiados, es decir, al no ser mercancías (por ejemplo, un artículo de Wikipedia), poseen valor de uso pero no valor de cambio. Nótese que el valor de cambio existe de forma ideal en la mercancía (existe porque su intención o ideal es ser intercambiada), y es realizado al efectuarse el intercambio. Al contrario, el valor de uso existe realmente en un bien independientemente de si se intercambie o no, pero en el proceso de intercambio el valor de uso, como señalamos antes, es abstraído de la mercancía.
Al intercambiarse mercancías, el hecho de que la proporción en que se intercambien deba ser la misma (que ambas deban tener el mismo valor de cambio) implica que existen limitaciones en el trueque. Por ejemplo, si se supone que 1 pantalón es igual a 10 tomates, y el intercambio se puede realizar, se dice, entonces, que el valor de las mercancías ha sido realizado. Pero pensemos en el caso inverso: 1 tomate = 0,1 pantalón: evidentemente, este trueque no es racionalmente posible debido a que un décimo de pantalón no es útil. Otro ejemplo, más ilustrativo, es suponer que 1,5 par de botas = 1 vaca viva: 1 par de botas más una bota sin su par obviamente no es útil, y viceversa: 1 par de botas no podría ser intercambiado por 2/3 de vaca viva, debido a que el ganado no puede seguir vivo si se lo divide.
Marx entonces deduce que una mercancía particular, que tiende a ser duradera, transportable, divisible, homogénea, y de oferta limitada, empezó a ser espontáneamente utilizada en un gran número de intercambios y poco a poco se convirtió en dinero. El dinero es el equivalente general de todas las mercancías, es decir, la mercancía que funciona de equivalente del valor (de cambio) de todas las demás: es una mercancía especial que no tiene valor de uso propio (más que el de ser equivalente general), pero que a través de ella pueden ser intercambiadas todas las demás mercancías. Las mercancías que fueron utilizadas a lo largo de la historia como dinero son muy variadas. Por ejemplo, cabezas de ganado, trigo, metales preciosos, yerba mate y papel moneda. El precio es la cantidad de dinero por el que se intercambia una mercancía, por ejemplo, 1 televisor = 90 dólares. Los precios no son directamente el valor de cambio de la mercancía, sino una oscilación sobre este, determinada por la dinámica de la oferta y la demanda en el mercado.

### Modelos de intercambio en Marx
Para Marx existen diversos modelos de intercambio racional. Estos son:
- Trueque:

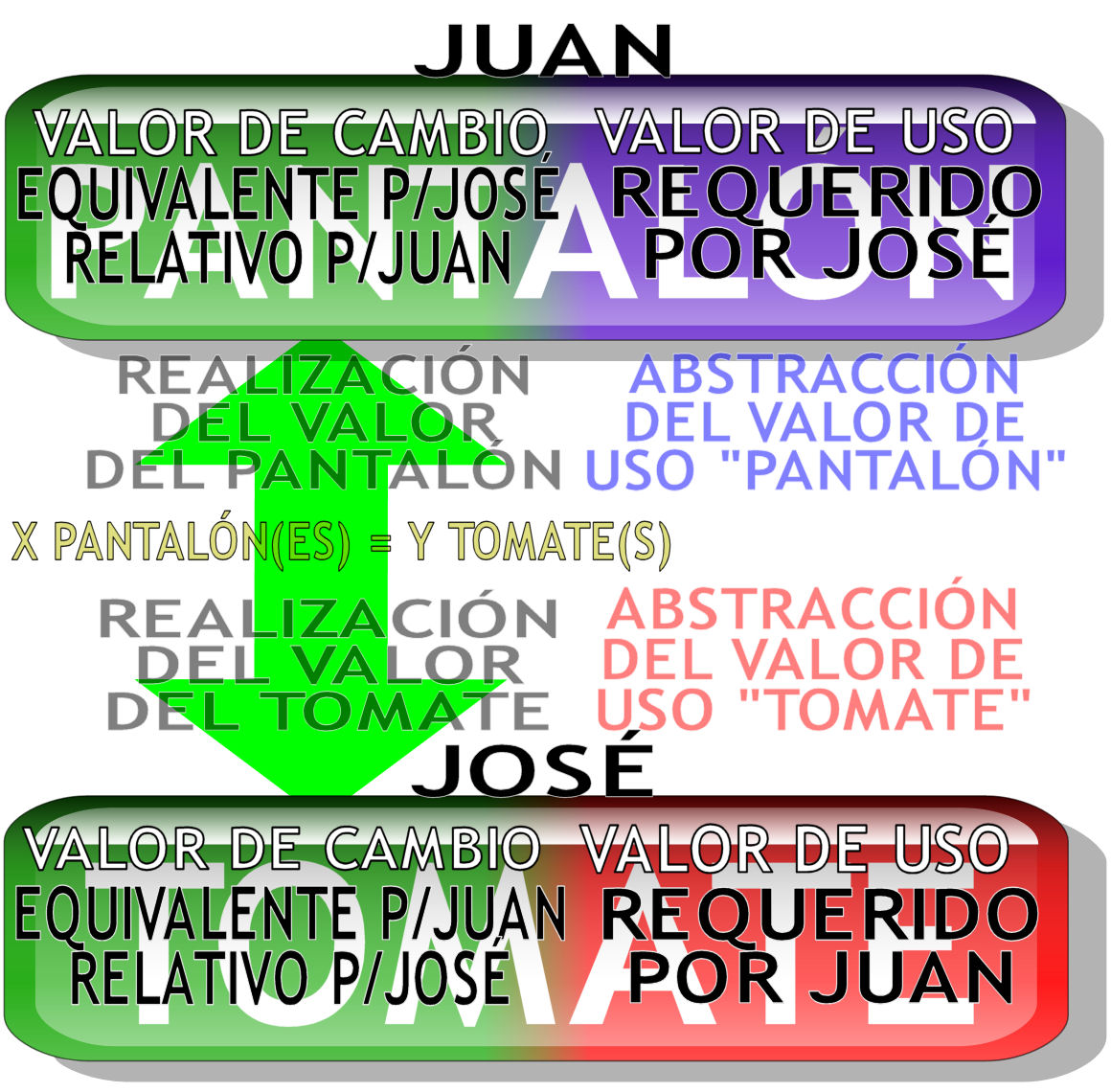
Esquema del trueque (M-M).

X "Mercancía(s) A" = Y "Mercancía(s) B" (MA-MB)
- Esquema del "vender para comprar" (M-D-M)."Vender para comprar":

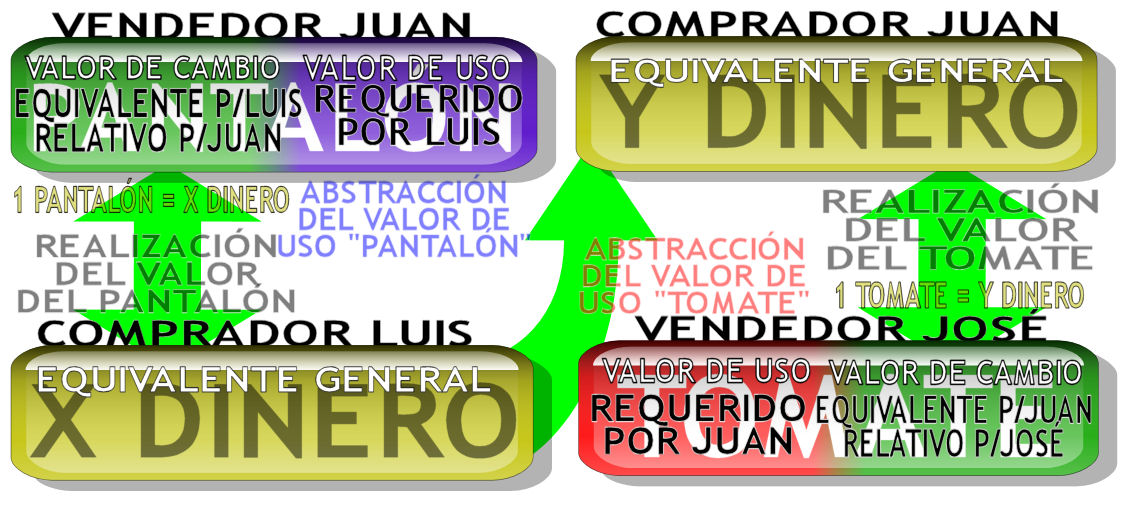
Esquema del "vender para comprar" (M-D-M).

X "Mercancía(s) A" = Y dinero = Z "Mercancía(s) B" (MA-D-MB)

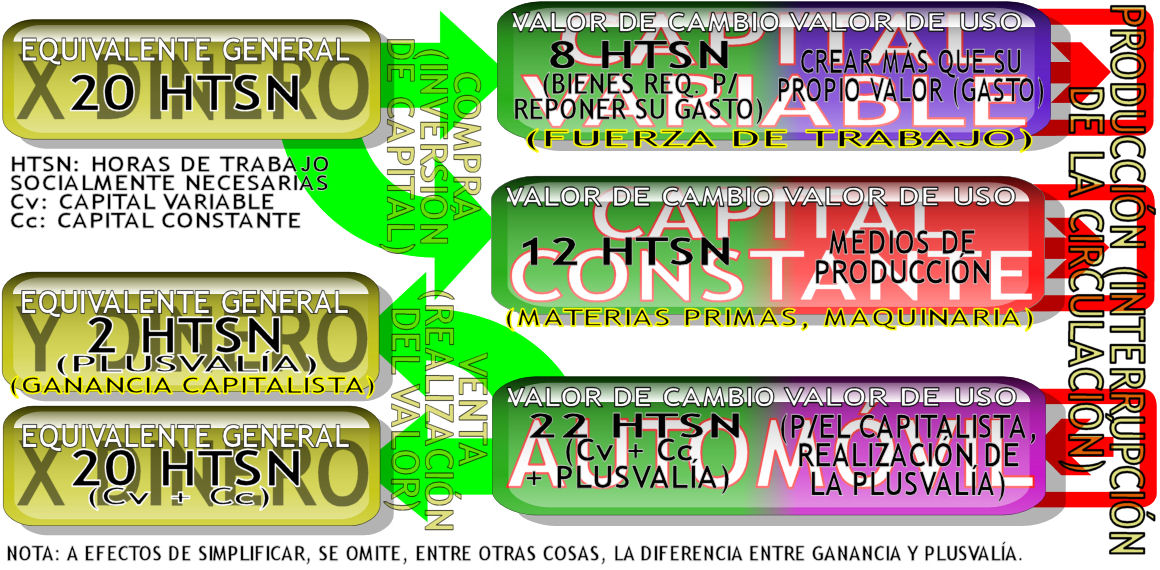
Esquema simplificado de la explotación capitalista (D-M-D').

- Esquema simplificado de la explotación capitalista (D-M-D')."Comprar para vender", es el caso del lucro mercantil y el caso de la extracción capitalista de plusvalía. En ambos, existe una «apropiación» de un excedente de horas de trabajo, en el caso del mercader, un parasitismo y en el caso del capitalista, una explotación:
X dinero = Y "Mercancía(s) A" (+ mercancías) = X dinero + Z dinero (D-M-D')

La cantidad Z es siempre plusvalía apropiada mediante la explotación o el lucro. En el caso de la explotación (capitalista), una de las mercancías compradas es necesariamente fuerza de trabajo (capital variable)(las otras, materias primas y maquinaria, o sea capital constante). En el caso del lucro, la plusvalía proviene de comprar una mercancía en un mercado donde el precio esté por debajo del valor de dicha mercancía, y después venderla en un mercado donde el precio esté por encima del valor.